# 伦哥腊
伦哥腊（1976年1月20日—）是緬甸的社會運動家與政治人物，2016年起擔任丹林選區的緬甸眾議院議員
，2020年緬甸議會選舉中獲選連任，但於翌年軍事政變後去職，隨即加入緬甸聯邦議會代表委員會，3月他獲提名為總統辦公室幕僚長與联邦政府办公室部部长，4月16日他被任命為緬甸民族團結政府內政與移民部長。